# Historia de Acadia

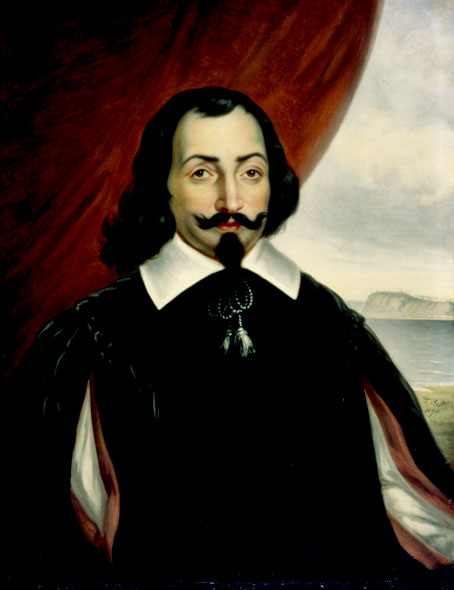
Samuel de Champlain (1870).

Los acadianos (en francés: Acadiens) son los descendientes de los colonos franceses originales de partes del territorio histórico de la Acadia (francés: Acadie) en la región del nordeste del subcontinente norteamericano, y que actualmente abarca los territorios de las Provincias Marítimas canadienses de Nuevo Brunswick, Nueva Escocia, e Isla del Príncipe Eduardo, así como Gaspé (en Quebec) y partes del estado americano de Maine.
Acadianos y quebequeses son ambos franco-canadienses; sin embargo, Acadia fue fundada en un área geográficamente diferente cuatro años antes de la fundación de Quebec. Por lo tanto, las culturas de quebequeses y de acadianos, aunque comparten una lengua, se han desarrollado de forma independiente y siguen manteniendo peculiaridades propias.

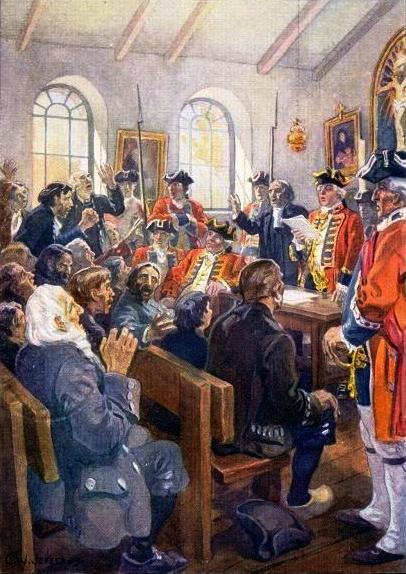
Deportación de los acadianos.

En una revuelta acaecida en 1755, los acadianos fueron expulsados por los británicos; y algunos de éstos se establecieron en el estado de Luisiana, donde fueron conocidos como Cajuns.
Las guerras entre franceses y británicos, en sus colonias y en Europa, son un elemento fundamental en la historia del pueblo acadiano. Ningún otro factor conformó de igual forma la evolución cultural de Acadia.
El segundo elemento histórico más importante sería el sentimiento de abandono por parte del resto de la nación francófona.
- Datos: Q3136855
- Multimedia: History of the Acadians / Q3136855